# Anteros chrysoprastus
Anteros chrysoprastus är en fjärilsart som beskrevs av William Chapman Hewitson 1897. Anteros chrysoprastus ingår i släktet Anteros och familjen Riodinidae. Inga underarter finns listade i Catalogue of Life.